# Svjetsko prvenstvo u košarci – Kanada 1994.
Svjetsko košarkaško prvenstvo 1994. godine se održalo u Torontu u Kanadi, od 4. do 14. kolovoza 1994. godine.

## Konačni poredak
1.  SAD

2.  Rusija

3.  Hrvatska

4.  Grčka

5.  Australija

6.  Portoriko

7.  Kanada

8.  NR Kina

9.  Argentina

10.  Španjolska

11.  Brazil

12.  Njemačka

13.  Južna Koreja

14.  Egipat

15.  Kuba

16.  Angola

Najbolja prva petorica prvenstva: